# Xavier Carbonell i Serra
Xavier Carbonell i Serra (Olot, 1942 — 3 d'agost de 2015) fou un artista olotí.
Era fill de l'artista Lluís Carbonell i Colom, amb qui es va iniciar en el món de les arts. Posteriorment, va començar la formació artística reglada a l'Escola de Belles Arts d'Olot. A nivell artístic, va començar a fer paisatges i més endavant també es va dedicar a la figura femenina i a la natura morta. Es pot veure obra seva al Museu de la Garrotxa, aoxí com al Palau Nacional de Belles Arts de Mèxic i a la seu del Comitè Olímpic Internacional de Lausana.  Carbonell va pintar més de 1.700 quadres al llarg de la seva trajectòria. El 2015 l'Ajuntament d'Olot li va dedicar l'exposició retrospectiva "Xavier Carbonell, una vida lligada a l'art".